# 1946 في المغرب
تحتوي هذه المقالة على أهم الأحداث التي شهدتها المغرب في 1946، إضافة إلى أهم الشخصيات المغربية المولودة والمتوفية في هذه السنة.

## الحكم
- السلطان: محمد الخامس
- الحكم للإدارة الفرنسية في المغرب الحماية الفرنسية على المغرب 1912 - 1956.

- منطقة شمال المغرب وقتها كانت تحت حكم إسبانيا.
- المغرب الحالي وقتها كان سلطنة وليس مملكةـ كان يحكمها سلطان وليس ملك. وكان البلد يُسمى بلاد مراكش وليس المغرب.

## الأحـداث
- تأسس حزب الشورى والاستقلال.
- تأسست الشركة المغربية للملاحة البحرية.
- 11 سبتمبر 1946 - تأسست جريدة العلم.

## رياضة
- تأسس نادي الفتح الرباطي.
- تأسس نادي المغرب الفاسي.
- تأسس نادي المولودية الوجدية.
- تأسس نادي النهضة السطاتية.
- تأسس نادي حسنية أكادير.
- تأسس نادي قصبة تادلة.

## مواليد
- عمر جازولي, (سياسي وعمدة مدينة مراكش).

## وفـيات
- 15 سبتمبر 1946 - مولاي امحمد، (الابن البكر للسلطان المغربي الحسن الأول، تولى منصب خليفة السلطان على مراكش في عهد والده).

## وصلات خارجية
- ا